# لوت فرازير
لوت فرازير (بالإنجليزية: Lotti Fraser)‏ هي ممثلة بريطانية، ولدت في 18 يونيو 1989 في غرينتش في المملكة المتحدة.